# Ceratium hirundinella
Ceratium hirundinella is een soort in de taxonomische indeling van de Myzozoa, een stam van microscopische (eencellige) parasitaire organismen. Het organisme komt uit het geslacht Ceratium en behoort tot de familie Ceratiaceae. Ceratium hirundinella werd in 1841 ontdekt door Dujardin.